# Nováčci
Nováčci (ve francouzském originále Les Bleus, premiers pas dans la police) je francouzský televizní seriál, který v letech 2006–2010 vysílal soukromý televizní kanál M6. Po pilotním díle z roku 2006 byly od roku 2007 odvysílány čtyři řady s celkem 34 díly. V roce 2011 byly první dvě série uvedeny též na televizi Nova Cinema, pilotní díl byl rozdělen na dva.

## Charakteristika
Hlavními postavami je pět policejních nováčků, kteří nastoupili na policejní oddělení v Paříži. Lyes Belloumi je francouzský Arab, pochází z chudého předměstí a musí se starat o matku a své dva mladší sourozence. Je svědomitý a u policie by chtěl udělat kariéru. Také Alex Moreno pochází z chudé čtvrti. Ze svého dřívějšího života se stýká s lidmi žijících na hraně zákona. K policii se dal spíše z nutnosti, aby měl práci. Kévin Laporte je Bask a do Paříže se přistěhoval z Biarritzu. Je gay a udržuje utajovaný vztah s Yannem Berthierem z protidrogového oddělení. K policii se dal kvůli svému otci, který je alkoholik a násilník. Nadia Poulainová je vdaná matka dvou malých dětí je u policie z idealistických důvodů. Laura Maurierová vystudovala práva a k policii se přidala z osobních důvodů. Zjistila, že vedoucím oddělení je komisař Daniel Santamaria, její otec, který Lauřinu matku opustil, když byla těhotná a o dceři nemá ponětí. Kromě toho, že jsou nasazováni do akcí, musejí řešit i své osobní problémy, vztahy mezi sebou i s kolegy na pracovišti.

## Přehled postav
| Postava            | Herec                                | Výskyt                   |
| ------------------ | ------------------------------------ | ------------------------ |
| Nicolas Gob        | Kévin Laporte                        | série 1–4; 35 epizod     |
| Raphaël Lenglet    | Alex Moreno                          | série 1–4; 35 epizod     |
| Élodie Yung        | Laura Maurierová                     | série 1–4; 29 epizod     |
| Mhamed Arezki      | Lyes Beloumi                         | série 1, 2, 4; 26 epizod |
| Gabrièle Valensi   | Nadia Poulainová                     | série 1, 2; 19 epizod    |
| Patrick Catalifo   | komisař Daniel Santamaria            | série 1, 4; 14 epizod    |
| Clémentine Célarié | komisařka Nicole Mercierová          | série 2–4; 22 epizod     |
| Luc Thuillier      | kapitán Louis Franchard              | série 1–4; 35 epizod     |
| Jean-Michel Fête   | kapitán Étienne Duval                | série 1–4; 35 epizod     |
| Mathieu Delarive   | kapitán Yann Berthier                | série 2–4; 23 epizod     |
| Damien Dorsaz      | Michel Poulain, manžel Nadi          | série 1, 2; 11 epizod    |
| Sandra Speichert   | kapitánka Viviane Meyerová           | série 1; 7 epizod        |
| Gina Djemba        | Amy Sidibé, nová posila týmu         | série 3, 4; 16 epizod    |
| Antoine Hamel      | Christophe Leconte, nová posila týmu | série 3, 4; 16 epizod    |

## Seznam epizod
Pilotní díl Premiers Pas dans la police (První den) byl odvysílán 8. února 2006. V závorce jsou uvedeny názvy v české distribuci.
První řada (2007)
1. Dommage collatéral (Nechtěná oběť)
2. Une vie de chien (Psí život)
3. Fantôme du passé (Přízrak minulosti)
4. Hôtels particuliers (Zvláštní hotely)
5. Les yeux fermés (Nevidím, neslyším)
6. Retour de flammes (Nová bitva)
7. Otages (Rukojmí)
8. Faux-Semblants (Zdání klame)
9. Rien ne va plus (Konec sázek)
10. Infiltration (Inkognito)
11. Enquête interne (Vnitřní vyšetřování) (1. část)
12. Enquête interne (Vnitřní vyšetřování) (2. část)

Druhá řada (2009)
1. Derrière les barreaux (Vězení)
2. Nouveau départ (Nový začátek)
3. Jeux dangereux (Nebezpečné hry)
4. Alerte enlèvement (Únos)
5. Devoir de mémoire (Když paměť selhává)
6. À bout portant (Hořký konec)

Třetí řada (2010)
1. Un voisin encombrant
2. Faillites collectives
3. L'envers du décor
4. Le passé retrouvé
5. Amour fou
6. À mains nues
7. La tentation d'Alex
8. Corps étrangers

Čtvrtá řada (2010)
1. Sur la touche
2. Une affaire de famille
3. Sexe, Mensonge et Vidéo
4. Un père et manque
5. Bijoux de famille
6. Chambre avec vue
7. 24 heures presque chrono
8. À double tranchant

## Ocenění
- 2006: Festival du film de télévision de Luchon: hlavní cena, nejlepší mladý herec (Mhamed Arezki)
- 2007: Festival de la fiction TV de La Rochelle: nejlepší seriál v prime time